# Estación Tres Esquinas
Tres Esquinas fue una estación ferroviaria ubicada en Buenos Aires y perteneciente al Ferrocarril Buenos Aires al Puerto de la Ensenada.

## Historia
Fue inaugurada el 1 de septiembre de 1865 como estación intermedia del F.C. B.A.P.E.
En 1898 el ramal fue comprado por el Ferrocarril del Sud.
Dejó de prestar servicios de pasajeros en 1910, cuando el ramal fue clausurado para concentrar todos los servicios de pasajeros en Constitución.

### Origen del nombre
El nombre "Tres Esquinas" seguramente provenga de la intersección de Osvaldo Cruz con Pedro de Mendoza, a la vera del Riachuelo. La avenida Pedro de Mendoza gira 90° hacia el sur siguiendo el recorrido del riachuelo. Osvaldo Cruz es la continuación natural hacia el este. Ninguna calle surge hacia el norte. 
Existen entonces 3 puntos de cruce (aunque no esquinas): Pedro de Mendoza y el Riachuelo (suroeste), la esquina de Osvaldo Cruz y el giro hacia el sur Pedro de Mendoza (sureste) y la "esquina" noreste donde Osvaldo Cruz surge como continuación de Pedro de Mendoza.

## Servicios
Prestaba servicios de pasajeros en el ramal Estación Central de Buenos Aires-Ensenada. 

## En la cultura popular
El tango Tres esquinas, de Ángel D'Agostino y Ángel Vargas, se encuentra inspirado en el barrio no oficial surgido alrededor de la estación.

## Imágenes

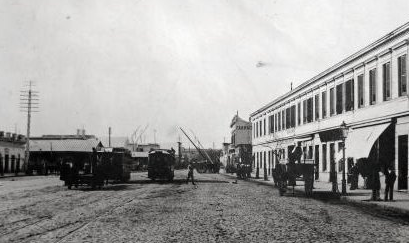
Vista desde la Avenida Montes de Oca
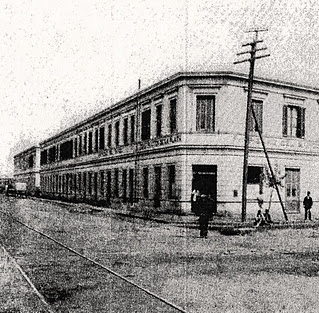
Vías hacia Barracas Iglesia
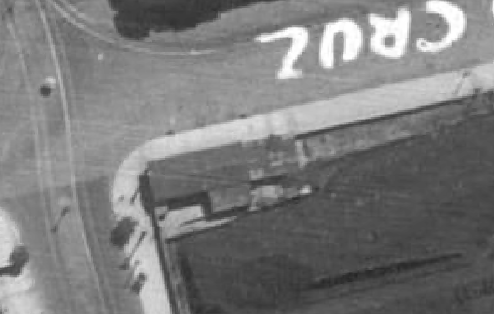
El edificio en 1940